# Pandinus
Pandinus ist eine Gattung der Skorpione in der Familie der Scorpionidae. Die Arten dieser Gattung sind vom Senegal über die Westküste Afrikas bis nach Ostafrika verbreitet, zwei Arten kommen auch im Jemen vor. Die meisten Tiere leben in tropisch geprägten Regionen, manche sind auch semisozial, d. h. sie leben in Gruppen (meist Geschwister) und jagen zusammen.
Die größte Art dieser Gattung ist der Kaiserskorpion (Pandinus imperator). Drei Arten (Pandinus dictator, Pandinus gambiensis und Pandinus imperator) sind unter dem Washingtoner Artenschutzabkommen Anhang II geschützt, weil sie viel gefangen wurden, um in Europa als Heimtier gehalten zu werden. Die Tiere sind eher stechfaul und verteidigen sich eher mit ihren großen Pedipalpen als mit dem Stachel. Darüber hinaus besitzen sie nur ein sehr schwaches Gift.
Die Pandinus-Arten kann man anhand ihrer hohen Anzahl von Trichobothrien von z. B. Heterometrus-Arten unterscheiden; sie besitzen 26 oder mehr an der Scherenhand und 22 bis 30 an der Pedipalpentibia.

## Untergattungen
Die Gattung umfasst ca. 24 Arten, die sich auf die folgende Untergattungen verteilen:
Pandinus
- Pandinus gambiensis
- Pandinus imperator
- Pandinus intermedius
- Pandinus philliphsii
- Pandinus smithii

Pandinurus
- Pandinus arabicus
- Pandinus citernii
- Pandinus exitalis
- Pandinus gregoriy
- Pandinus margetti
- Pandinus meidensis
- Pandinus pallidus
- Pandinus percivali
- Pandinus viatoris

Pandinopsis
- Pandinus dictator

Pandinoides
- Pandinus cavimanus (Syn.: Pandinus militaris)
- Pandinus platycheles

Pandinops
- Pandinus bellicosus
- Pandinus hawkeri
- Pandinus colei
- Pandinus peeli
- Pandinus pococki

ohne Untergattung:
- Pandinus boschisi